# سیارک ۱۵۷۶۲
سیارک ۱۵۷۶۲ (به انگلیسی: 15762 Ruhmann، نامگذاری:1992SR24) پانزده هزار و هفتصد و شصت و دومین سیارک کشف شده‌است که در ۲۱ سپتامبر ۱۹۹۲ کشف شد.
قدر مطلق سیارک برابر ۱۴٫۱۰ است.